# Verbond der Belgische Nijverheid
Het Verbond der Belgische Nijverheid (VBN), in het Frans Fédération des Industries Belges (FIB), is een voormalige Belgische werkgeversorganisatie.

## Historiek
De organisatie werd opgericht op 10 april 1946 als opvolger van het Centraal Nijverheidscomité (CNC).
Op 1 januari 1973 fusioneerde de organisatie met het Verbond van Belgische niet-industriële ondernemingen (VBNIO), hieruit ontstond het Verbond der Belgische Ondernemingen (VBO).

## Structuur

### Bestuur
| Tijdspanne  | Voorzitter           |
| ----------- | -------------------- |
| 1946 - 1952 | Maurice Van der Rest |
| 1952 - 1961 | Leon Bekaert         |
| 1962 - 1970 | Roger De Staercke    |
| 1970 - 1972 | Pol Provost          |

| Tijdspanne  | Ondervoorzitter                     |
| ----------- | ----------------------------------- |
| 1952 - ?    | Pieter Delbaere                     |
| 1957 - 1964 | Arthur Mulier                       |
| 1965 - 1970 | Pol Provost i.s.m. Hendrik Cappuyns |
| 1970 - 1971 | Hendrik Cappuyns                    |

| Tijdspanne  | Afgevaardigd beheerder |
| ----------- | ---------------------- |
| 1946 - 1952 | Louis Cornil           |
| 1953 - 1962 | Roger De Staercke      |
| 1962 - 1972 | Raymond Pulinckx       |

## Trivia
- In 1971 gaf de Regie der Posterijen een postzegel van 3 1/2 frank uit ter ere van het 25-jarig bestaan van de organisatie.[5]